# Vladimir Koman
Vladimir Koman (in ucraino Володимир Коман?, Volodymyr Koman; Užhorod, 16 marzo 1989) è un ex calciatore ucraino naturalizzato ungherese, di ruolo centrocampista.

## Biografia
Nato a Užhorod allora cittadina dell'Unione Sovietica oggi Ucraina, situata a pochi km dal confine con l'Ungheria. All'età di due anni la sua famiglia si è spostata a Szombathely in Ungheria dove ha frequentato le giovanili nel Haladás e ha fatto il suo debutto in seconda divisione a soli 15 anni. Suo padre, Volodymyr Koman è stato un calciatore.

## Carriera

### Club

#### Haladás
Koman ha debuttato nel Campionato ungherese II nel 2004 quando aveva solo quindici anni. Koman ha giocato 25 partite e segnato 3 goal per la squadra ungherese Haladas Szombathely.

#### Sampdoria
Dopo due anni di crescita nella formazione Primavera della Sampdoria, ha esordito in campionato in occasione del match contro il Torino, disputato allo Stadio Luigi Ferraris di Genova il 7 aprile 2007. In quell'occasione Koman, ucraino di nascita ma ungherese di nazionalità, è risultato l'uomo partita, offrendo l'assist decisivo per il gol del compagno Bonazzoli. Nella Stagione 2007-2008 è uno dei protagonisti della storica annata della Sampdoria Primavera che riesce a vincere sia la Coppa Italia Primavera sia il Campionato Primavera.

#### I prestiti all'Avellino ed al Bari
Il 5 agosto 2008 viene ceduto in prestito all'Avellino in Serie B. Nell'estate 2009 ritorna alla Sampdoria dopo aver giocato 28 partite, di cui 25 da titolare, condite da 4 gol.
L'8 luglio 2009 il Bari ufficializza l'accordo con la Sampdoria con la formula del prestito con diritto di riscatto e contro-riscatto a favore della Sampdoria. Nel 2010 Koman segna il suo primo gol nella Serie A contro il Palermo (4-2).

#### Il ritorno alla Sampdoria
Nell'estate del 2010 il giocatore fa ritorno alla Samp. Il 16 settembre del 2010 esordisce da titolare in Europa League con la maglia della Sampdoria contro il Psv Eindhoven confezionando un assist per il goal del momentaneo vantaggio di Fabrizio Cacciatore. Con l'arrivo di Domenico Di Carlo, viene spesso impiegato sia sulla fascia sinistra sia come trequartista centrale, e le sue prestazioni sono all'altezza, tanto da venire preferito spesso a Stefano Guberti e Daniele Mannini. Segna il suo primo gol in Europa League contro il Metalist nella sconfitta dei blucerchiati per 2-1. A giugno 2011 la Sampdoria retrocede in Serie B, ma Koman rimane a Genova anche per la stagione 2011-2012.

#### Monaco
Il 31 gennaio 2012 il giocatore viene ceduto a titolo definitivo al Monaco; con la squadra monegasca gioca 17 partite della Ligue 2 2011-2012.

#### Krasnodar
Il 14 luglio 2012 si trasferisce a titolo definitivo ai russi del Krasnodar, squadre che milita nella Prem'er-Liga. chiude la stagione con 27 presenze ed un gol.

#### Ural
Il campionato successivo rimane sempre in Russia andando a giocare per l'Ural, il 15 maggio all'ultima giornata di campionato segna il suo primo gol su calcio di rigore contribuendo alla vittoria per 2-1 contro il Novgorod, chiude la stagione con 18 presenze ed un gol. Al termine della stagione non viene riscattato e rimane quindi svincolato.

### Diosgyor
Il 3 febbraio 2015 firma da svincolato per il Diosgyor, club della massima serie ungherese facendo così ritorno in patria; esordisce il 28 febbraio nella partita terminata in pareggio contro l'Haladas subentrando al 69' minuto a Dávid Barczi. Segna il suo primo gol con la squadra di Miskolc la stagione successiva nella quale indossa anche la fascia di capitano alla terza giornata di campionato nella sconfitta casalinga subita per 2-1 dal Videoton, nel corso della stagione segna altre 2 reti rispettivamente contro Békéscsaba e Puskás Akadémia portando la squadra ad un nono posto finale. Al termine della stagione dopo un totale di 3 reti in 36 presenze lascia la squadra per il termine del suo contratto rimanendo svincolato.

### Adanaspor
Il 17 luglio dopo Italia, Francia e Russia tenta la sua quarta esperienza all'estero firmando un contratto biennale con i turchi dell'Adanaspor militanti nella massima serie, esordendo già alla prima giornata di campionato nella sconfitta casalinga giunta per 2-1 contro il Bursaspor.

### Nazionale

#### Under-19
Nel luglio 2008 partecipa all'Europeo Under-19 come capitano della Nazionale ungherese che si mette in mostra riuscendo anche a battere la Spagna, precedente detentrice del titolo e favorita per la vittoria finale della competizione. In semifinale però l'Ungheria viene eliminata dalla Italia di Andrea Poli e Vincenzo Fiorillo, compagni di squadra di Vladimir nella Samp. Comunque viene nominato dalla UEFA una delle 10 stelle del Europeo Under-19 2008. Il 6 giugno 2009 a Győr segna il suo primo gol in Under-21 nell'incontro Ungheria-Lussemburgo 3-0 valido per la qualificazione all'Europeo Under-21 2011.

#### Under-20
Nel 2009 partecipa al Mondiale Under-20 in Egitto con la fascia da capitano della Nazionale ungherese. Nella competizione riesce a segnare 5 gol in 6 partite contro Sudafrica, Emirati Arabi Uniti, Repubblica Ceca, Italia e Costa Rica. Vladimir viene inserito nella lista dei 10 giocatori più forti del Mondiale candidati alla vittoria del pallone d'oro della competizione.

#### Nazionale maggiore
Il 29 maggio 2010 Vladimir esordisce nella nazionale maggiore ungherese nella partita amichevole contro la Germania. Il 7 settembre 2010 realizza il suo primo gol con la nazionale magiara segnando la rete della vittoria nella partita Ungheria-Moldavia 2-1. Vladimir segna il suo secondo gol con la nazionale magiara contro il San Marino al 61 minuto.

## Statistiche

### Presenze e reti nei club
Statistiche aggiornate al 23 novembre 2021.
| Stagione         | Squadra          | Campionato       | Campionato | Campionato | Coppe nazionali | Coppe nazionali | Coppe nazionali | Coppe continentali | Coppe continentali | Coppe continentali | Altre coppe | Altre coppe | Altre coppe | Totale | Totale |
| Stagione         | Squadra          | Comp             | Pres       | Reti       | Comp            | Pres            | Reti            | Comp               | Pres               | Reti               | Comp        | Pres        | Reti        | Pres   | Reti   |
| ---------------- | ---------------- | ---------------- | ---------- | ---------- | --------------- | --------------- | --------------- | ------------------ | ------------------ | ------------------ | ----------- | ----------- | ----------- | ------ | ------ |
| 2004-2005        | Haladás          | NBII             | 25         | 3          | MK              | 1               | 1               |                    | -                  | -                  |             | -           | -           | 26     | 4      |
| 2005-2006        | Sampdoria        | A                | 0          | 0          | CI              | -               | -               |                    | -                  | -                  |             | -           | -           | 0      | 0      |
| 2006-2007        | Sampdoria        | A                | 4          | 0          | CI              | 0               | 0               |                    | -                  | -                  |             | -           | -           | 4      | 0      |
| 2007-2008        | Sampdoria        | A                | 0          | 0          | CI              | 0               | 0               | Int.               | 2                  | 0                  |             | -           | -           | 2      | 0      |
| 2008-2009        | Avellino         | B                | 28         | 4          | CI              | 1               | 0               |                    | -                  | -                  |             | -           | -           | 29     | 4      |
| 2009-2010        | Bari             | A                | 16         | 2          | CI              | 1               | 0               |                    | -                  | -                  |             | -           | -           | 17     | 2      |
| 2010-2011        | Sampdoria        | A                | 26         | 0          | CI              | 1               | 0               | UCL+UEL            | 0+6                | 0+1                |             | -           | -           | 33     | 1      |
| 2011-gen.2012    | Sampdoria        | B                | 6          | 0          | CI              | 1               | 0               |                    | -                  | -                  |             | -           | -           | 7      | 0      |
| Totale Sampdoria | Totale Sampdoria | Totale Sampdoria | 36         | 0          |                 | 2               | 0               |                    | 8                  | 1                  |             | -           | -           | 46     | 1      |
| gen.-giu.2012    | Monaco           | L2               | 17         | 0          | CF+CdL          | -               | -               |                    | -                  | -                  |             | -           | -           | 17     | 0      |
| 2012-2013        | Krasnodar        | PL               | 26         | 1          | KR              | 2               | 0               |                    | -                  | -                  |             | -           | -           | 28     | 1      |
| 2013-2014        | Ural             | PL               | 17         | 1          | KR              | 1               | 0               |                    | -                  | -                  |             | -           | -           | 18     | 1      |
| feb.-giu.2015    | Diósgyőri        | NBI              | 10         | 0          | MK+MLK          | -               | -               | UEL                | -                  | -                  | -           | -           | -           | 10     | 0      |
| 2015-2016        | Diósgyőri        | NBI              | 26         | 3          | MK              | 1               | 0               | -                  | -                  | -                  | -           | -           | -           | 27     | 3      |
| 2016-2017        | Adanaspor        | SL               | 31         | 1          | TK              | 1               | 0               | -                  | -                  | -                  | -           | -           | -           | 32     | 1      |
| 2017-2018        | Adanaspor        | SL               | 9          | 2          | TK              | 1               | 0               | -                  | -                  | -                  | -           | -           | -           | 10     | 2      |
| Totale Adanaspor | Totale Adanaspor | Totale Adanaspor | 40         | 3          |                 | 2               | 0               |                    | -                  | -                  |             | -           | -           | 42     | 3      |
| 2018-2019        | Sepahan          | PGPL             | 10         | 1          | HC              | 3               | 0               | -                  | -                  | -                  | -           | -           | -           | 13     | 1      |
| 2021-2022        | Chennaiyin       | ISL              | 17         | 3          | -               | -               | -               | -                  | -                  | -                  | -           | -           | -           | 17     | 3      |
| 2022-2023        | Diósgyőri        | NBII             | 15         | 1          | MK              | 1               | 0               | -                  | -                  | -                  | -           | -           | -           | 16     | 1      |
| Totale Diósgyőr  | Totale Diósgyőr  | Totale Diósgyőr  | 51         | 4          |                 | 2               | 0               |                    | -                  | -                  |             | -           | -           | 53     | 4      |
| Totale carriera  | Totale carriera  | Totale carriera  | 276        | 22         |                 | 15              | 1               |                    | 8                  | 1                  |             | -           | -           | 299    | 24     |

### Cronologia presenze in Nazionale
| Cronologia completa delle presenze e delle reti in nazionale ― Ungheria | Cronologia completa delle presenze e delle reti in nazionale ― Ungheria | Cronologia completa delle presenze e delle reti in nazionale ― Ungheria | Cronologia completa delle presenze e delle reti in nazionale ― Ungheria | Cronologia completa delle presenze e delle reti in nazionale ― Ungheria | Cronologia completa delle presenze e delle reti in nazionale ― Ungheria | Cronologia completa delle presenze e delle reti in nazionale ― Ungheria | Cronologia completa delle presenze e delle reti in nazionale ― Ungheria |
| Data                                                                    | Città                                                                   | In casa                                                                 | Risultato                                                               | Ospiti                                                                  | Competizione                                                            | Reti                                                                    | Note                                                                    |
| ----------------------------------------------------------------------- | ----------------------------------------------------------------------- | ----------------------------------------------------------------------- | ----------------------------------------------------------------------- | ----------------------------------------------------------------------- | ----------------------------------------------------------------------- | ----------------------------------------------------------------------- | ----------------------------------------------------------------------- |
| 29-5-2010                                                               | Budapest                                                                | Ungheria                                                                | 0 – 3                                                                   | Germania                                                                | Amichevole                                                              | -                                                                       | 88’                                                                     |
| 11-8-2010                                                               | Londra                                                                  | Inghilterra                                                             | 2 – 1                                                                   | Ungheria                                                                | Amichevole                                                              | -                                                                       | 46’ 74’                                                                 |
| 3-9-2010                                                                | Solna                                                                   | Svezia                                                                  | 2 – 0                                                                   | Ungheria                                                                | Qual. Euro 2012                                                         | -                                                                       |                                                                         |
| 7-9-2010                                                                | Budapest                                                                | Ungheria                                                                | 2 – 1                                                                   | Moldavia                                                                | Qual. Euro 2012                                                         | 1                                                                       | 88’                                                                     |
| 8-10-2010                                                               | Budapest                                                                | Ungheria                                                                | 8 – 0                                                                   | San Marino                                                              | Qual. Euro 2012                                                         | 1                                                                       | 79’                                                                     |
| 12-10-2010                                                              | Helsinki                                                                | Finlandia                                                               | 1 – 2                                                                   | Ungheria                                                                | Qual. Euro 2012                                                         | -                                                                       | 46’                                                                     |
| 17-11-2010                                                              | Székesfehérvár                                                          | Ungheria                                                                | 2 – 0                                                                   | Lituania                                                                | Amichevole                                                              | -                                                                       |                                                                         |
| 9-2-2011                                                                | Dubai                                                                   | Ungheria                                                                | 2 – 0                                                                   | Azerbaigian                                                             | Amichevole                                                              | -                                                                       | 46’                                                                     |
| 25-3-2011                                                               | Budapest                                                                | Ungheria                                                                | 0 – 4                                                                   | Paesi Bassi                                                             | Qual. Euro 2012                                                         | -                                                                       | 43’ 46’                                                                 |
| 29-3-2011                                                               | Amsterdam                                                               | Paesi Bassi                                                             | 5 – 3                                                                   | Ungheria                                                                | Qual. Euro 2012                                                         | -                                                                       | 46’                                                                     |
| 3-6-2011                                                                | Lussemburgo                                                             | Lussemburgo                                                             | 0 – 1                                                                   | Ungheria                                                                | Amichevole                                                              | -                                                                       | 58’                                                                     |
| 7-6-2011                                                                | Serravalle                                                              | San Marino                                                              | 0 – 3                                                                   | Ungheria                                                                | Qual. Euro 2012                                                         | 1                                                                       |                                                                         |
| 10-8-2011                                                               | Budapest                                                                | Ungheria                                                                | 4 – 0                                                                   | Islanda                                                                 | Amichevole                                                              | 1                                                                       |                                                                         |
| 2-9-2011                                                                | Budapest                                                                | Ungheria                                                                | 2 – 1                                                                   | Svezia                                                                  | Qual. Euro 2012                                                         | -                                                                       |                                                                         |
| 6-9-2011                                                                | Chișinău                                                                | Moldavia                                                                | 0 – 2                                                                   | Ungheria                                                                | Qual. Euro 2012                                                         | -                                                                       |                                                                         |
| 11-10-2011                                                              | Budapest                                                                | Ungheria                                                                | 0 – 0                                                                   | Finlandia                                                               | Qual. Euro 2012                                                         | -                                                                       |                                                                         |
| 11-11-2011                                                              | Budapest                                                                | Ungheria                                                                | 5 – 0                                                                   | Liechtenstein                                                           | Amichevole                                                              | 1                                                                       | 62’                                                                     |
| 15-11-2011                                                              | Poznań                                                                  | Polonia                                                                 | 2 – 1                                                                   | Ungheria                                                                | Amichevole                                                              | -                                                                       |                                                                         |
| 29-2-2012                                                               | Győr                                                                    | Ungheria                                                                | 1 – 1                                                                   | Bulgaria                                                                | Amichevole                                                              | -                                                                       | 46’                                                                     |
| 4-6-2012                                                                | Budapest                                                                | Ungheria                                                                | 0 – 0                                                                   | Irlanda                                                                 | Amichevole                                                              | -                                                                       |                                                                         |
| 15-8-2012                                                               | Budapest                                                                | Ungheria                                                                | 1 – 1                                                                   | Israele                                                                 | Amichevole                                                              | -                                                                       | 79’                                                                     |
| 7-9-2012                                                                | Andorra la Vella                                                        | Andorra                                                                 | 0 – 5                                                                   | Ungheria                                                                | Qual. Mondiali 2014                                                     | 1                                                                       | 20’                                                                     |
| 11-9-2012                                                               | Budapest                                                                | Ungheria                                                                | 1 – 4                                                                   | Paesi Bassi                                                             | Qual. Mondiali 2014                                                     | -                                                                       | 46’                                                                     |
| 16-10-2012                                                              | Budapest                                                                | Ungheria                                                                | 3 – 1                                                                   | Turchia                                                                 | Qual. Mondiali 2014                                                     | 1                                                                       | 73’                                                                     |
| 14-11-2012                                                              | Budapest                                                                | Ungheria                                                                | 0 – 2                                                                   | Norvegia                                                                | Amichevole                                                              | -                                                                       | 60’                                                                     |
| 6-2-2013                                                                | Belek                                                                   | Ungheria                                                                | 1 – 1                                                                   | Bielorussia                                                             | Amichevole                                                              | -                                                                       | 46’                                                                     |
| 22-3-2013                                                               | Budapest                                                                | Ungheria                                                                | 2 – 2                                                                   | Romania                                                                 | Qual. Mondiali 2014                                                     | -                                                                       |                                                                         |
| 26-3-2013                                                               | Istanbul                                                                | Turchia                                                                 | 1 – 1                                                                   | Ungheria                                                                | Qual. Mondiali 2014                                                     | -                                                                       |                                                                         |
| 6-6-2013                                                                | Győr                                                                    | Ungheria                                                                | 1 – 0                                                                   | Kuwait                                                                  | Amichevole                                                              | -                                                                       | 81’                                                                     |
| 14-8-2013                                                               | Budapest                                                                | Ungheria                                                                | 1 – 1                                                                   | Rep. Ceca                                                               | Amichevole                                                              | -                                                                       |                                                                         |
| 6-9-2013                                                                | Bucarest                                                                | Romania                                                                 | 3 – 0                                                                   | Ungheria                                                                | Qual. Mondiali 2014                                                     | -                                                                       | 85’                                                                     |
| 10-9-2013                                                               | Budapest                                                                | Ungheria                                                                | 5 – 1                                                                   | Estonia                                                                 | Qual. Mondiali 2014                                                     | -                                                                       |                                                                         |
| 11-10-2013                                                              | Amsterdam                                                               | Paesi Bassi                                                             | 8 – 1                                                                   | Ungheria                                                                | Qual. Mondiali 2014                                                     | -                                                                       |                                                                         |
| 15-10-2013                                                              | Budapest                                                                | Ungheria                                                                | 2 – 0                                                                   | Andorra                                                                 | Qual. Mondiali 2014                                                     | -                                                                       | 79’                                                                     |
| 5-3-2014                                                                | Győr                                                                    | Ungheria                                                                | 1 – 2                                                                   | Finlandia                                                               | Amichevole                                                              | -                                                                       | 64’                                                                     |
| 22-5-2014                                                               | Debrecen                                                                | Ungheria                                                                | 2 – 2                                                                   | Danimarca                                                               | Amichevole                                                              | -                                                                       | 46’                                                                     |
| Totale                                                                  |                                                                         | Presenze                                                                | 36                                                                      |                                                                         | Reti                                                                    | 7                                                                       |                                                                         |

## Palmarès

### Club

#### Settore giovanile
- Campionato Primavera: 1

Sampdoria: 2007-2008
- Coppa Italia Primavera: 1

Sampdoria: 2007-2008

### Individuale
- Top 10 dell'Europeo Under-19 2008
- Top Player del Mondiale Under-20 2009